# Pamphilos von Alexandria
Pamphilos von Alexandria war ein Grammatiker und Lexikograph des 1. Jahrhunderts n. Chr.
Pamphilos verfasste ein Sprach- und Sachlexikon in 95 Büchern, das nicht erhalten ist. Es war alphabetisch, aber auch nach Sachgruppen angelegt. Es enthielt anscheinend vor allem auch seltene Begriffe und deren Erklärung. Für dieses Werk schöpfte er vor allem aus älteren lexikographischen Werken, wie das von Didymos Chalkenteros oder Aristophanes von Byzanz. Das Werk von Pamphilos wurde später von Iulius Vestinus und Diogenianos Grammatikos neu geordnet und in fünf Büchern zusammengefasst.